# Rita Myers
Rita Myers (* 1947 in Hammonton) ist eine amerikanische Künstlerin und gehört zu den Pionierinnen der Videoinstallationskunst.

## Leben
Rita Myers besuchte die St. Joseph’s High School in Hammonton. Im Jahre 1965 war die damals 17-jährige Schülerin mit ihrem Essay „The Fire of our Founding Fathers Revitalized“ eine Finalistin beim Wettbewerb „The New Jersey American Legion Oratorical Contest“.
1969 erwarb Rita Myers einen Bachelor-Abschluss am Douglass College der Rutgers University. 1974 schloss sie ihr Studium am Hunter College mit einem Master ab.
Zwischen 1975 und 2005 unterrichtete Myers als Kunstpädagogin an zahlreichen Institutionen, zum Beispiel an der Carnegie Mellon University, am Douglass College, am Massachusetts Institute of Technology, an der University of Hartford sowie an der Cooper Union.
Seit Ende der 1960er Jahre arbeitet Rita Myers als offen homosexuelle Künstlerin in New York. 2003 zog sie mit ihrer Lebensgefährtin Bonnie Strahs nach Philadelphia. Rita Myers lernte Bonnie Strahs im Jahre 2000 kennen und heiratete sie 2014, als die gleichgeschlechtliche Ehe in Pennsylvania legalisiert wurde.

## Werk
Seit 1975 erzeugt Rita Myers eine Reihe großformatiger Multimedia-Installationen aus einer Verbindung von Video, Text, Ton sowie skulpturalen und natürlichen Formen und schafft damit theatralische, metaphorische Räume. Während in den frühen Werken der 70er-Jahre Minimalismus und Performance dominieren, bezieht Rita Myers in ihren späteren Werken Magie, Physik, Alchemie sowie die Psychologie von Carl Gustav Jung in ihre Kunst ein, um in einem symbolischen Umfeld und in kontemplativen Orten Natur und Technologie bzw. Landschaft und Architektur gegenüber zu stellen. Die Künstlerin beschwört mit ihrer Kunst das Mythologische und Spirituelle sowie die unbewussten Welten zwischen dem Realen und dem Imaginären herauf. Sie integriert archetypische Objekte mit ikonischer Bildsprache. Die alten Archetypen dienen dabei als Basis für aktuelle Bilder in der realen Welt.
- 1970: Ocean Trench[5]
- 1971: Body Halves[6][7][A 1]
- 1972: Following[4][A 2]
- 1973: Tilt 1[1][A 3]
- 1973: Slow Squeeze[1][4][A 4]
- 1973: Jumps[1][A 5]
- 1975: Investigations/Observation[8][A 6]
- 1977: Barricade to Blue, Installation[1][8][A 7]
- 1981: Dancing in the Land Where Children Are the Light, Installation[1][8][A 8]
- 1983: The Eye of the Beast is Red[1][A 9]
- 1984: In the Planet of the Eye, Multimedia-Projekt, Museum of Modern Art, New York[1][9][10][11][A 10]
- 1985: The Allure of the Concentric, Installation[12][13][A 11]
- 1986: Rift Rise, Videoinstallation[1][14][A 12]
- 1990: Phantom Cities[15][A 13]
- 1991: The Pleasure Machine: Recent American Video[16]
- 1993: Resurrection Body, Installation[1][4][A 14]

## Ausstellungen
- 1976: The Kitchen, New York[17]
- 1979: Whitney Biennial, Whitney Museum of American Art, New York[18]
- 1981: Rita Myers, The Kitchen, New York[1][2][8]
- 1984: Video and Ritual, Museum of Modern Art, New York[19]
- 1984: Preparation and Proposition, Islip Art Museum, Islip[20]
- 1985: Biennale von São Paulo, São Paulo[1]
- 1987: Alternative Museum, New York[2]
- 1988: American Landscape Video, Carnegie Museum of Art, Pittsburgh[13][21]
- 1989: American Landscape Video: The Electronic Grove, Videoinstallationen, Newport Harbor Art Museum, Newport Beach[14][22][A 15]
- 1989: In the Drowning Pool, Long Beach Museum of Art, Long Beach (Kalifornien)[23]
- 1989: Continuum and the Moment, Cal State Fullerton Art Gallery, Fullerton (Kalifornien)[12]
- 1989: American Landscape Video, San Francisco Museum of Modern Art, San Francisco[24]
- Contemporay Arts Center, Cincinnati[2]
- Kölnischer Kunstverein, Köln[2][4]
- Internationale Filmfestspiele Berlin, Berlin[2]
- 1990: Phantom Cities, University of Massachusetts Amherst, Amherst[15][25][A 16]
- 1994: Resurrection Body, Associação Cultural Videobrasil, São Paulo[2][26]
- 2003: Retrospektive zum 20-jährigen Jubiläum des World Wide Video Festival, Amsterdam[2]
- 2015: Feministische Avantgarde der 1970er Jahre, Hamburger Kunsthalle, Hamburg[27]
- 2016: Feministische Avantgarde der 1970er-Jahre aus der Sammlung Verbund Wien, The Photographers‘ Gallery, London[10]
- 2017–2018: Feministische Avantgarde der 1970er-Jahre aus der Sammlung Verbund Wien, Zentrum für Kunst und Medien, Karlsruhe[6]

## Stipendien und Preise
- National Endowment for the Arts[1][2]
- Creative Artists' Public Services (CAPS)[1][2]
- New York State Council on the Arts[1][2]
- Jerome Foundation[1][2]
- 1992: 1. Preis im 10. World Wide Video Festival, Den Haag[1]

## Rezeption
Shelley Rice sieht Rita Myers als eine Künstlerin, die es versteht auszudrücken, was Nancy Holt als „The Big Vision“ bezeichnet.

## Publikationen
- Rita Myers/Betsy Siersma: Rita Myers: Phantom Cities, University Gallery, University of Massachusetts at Amherst, Amherst, 1990[28]